# Rumple Buttercup
Rumple Buttercup: a story of Bananas, belonging and being yourself ist ein Kinderbuch geschrieben und illustriert von Matthew Gray Gubler.
Die 136 Seiten lange Geschichte handelt von einem „merkwürdigem“, einsamen und sehr selbstkritischen grünen Monster. Das Buch wurde am 2. April 2019 mit 50.000 Erstkopien veröffentlicht und landete direkt auf Nummer eins der Bestsellerliste der New York Times. Inzwischen wurden 100.000 Kopien des Buches gedruckt.

## Inhalt
In Gublers Geschichte ist sich das sensible Monster so sicher, dass seine grüne Haut und sein sonstiges Aussehen die Menschen erschreckt, dass es sich unterirdisch in der Kanalisation versteckt. Es fühlt sich draußen nur nachts mit einer Bananenschale auf dem Kopf sicher, bis verschiedene Erlebnisse ihm zeigen, dass es niemanden kümmert, wenn er anders ist, und er seine Individualität feiern sollte. Mit dieser Geschichte will Gubler andere ermutigen, aus sich herauszukommen, zeigen, dass jeder etwas Merkwürdiges an sich hat und man sich daher so annehmen und lieben soll, wie man ist.